# Горњи Корићани (Травник)
Горњи Корићани је насељено место у Босни и Херцеговини, у општини Травник. Административно припада Федерацији Босне и Херцеговине, односно њеном Средњобосанском кантону. Према попису становништва из 2013. у насељу је било 63 становника, а већинску популацију у селу пре рата чинили су Хрвати.
Део села је након рата у БиХ припао општини Кнежево у Републици Српској, где егзистира као засебно насеље.

## Становништво
По последњем службеном попису становништва из 2013. године у овом насељу живело је 67 становника, а село је раније било етнички хомогено са већинском хрватском популацијом.
| Националност | 2013.     | 1991.        | 1981.        | 1971.        |
| Хрвати       | 62 (100%) | 754 (99,87%) | 665 (97,94%) | 568 (100,0%) |
| Срби         | —         | 0            | 3 (0,44%)    | 0            |
| Југословени  | —         | 0            | 5 (0,73%)    | 0            |
| остали       | —         | 1 (0,13%)    | 6 (0,88%)    | (%)          |
| Укупно       | 62        | 755          | 679          | 568          |